# 萨朗隧道

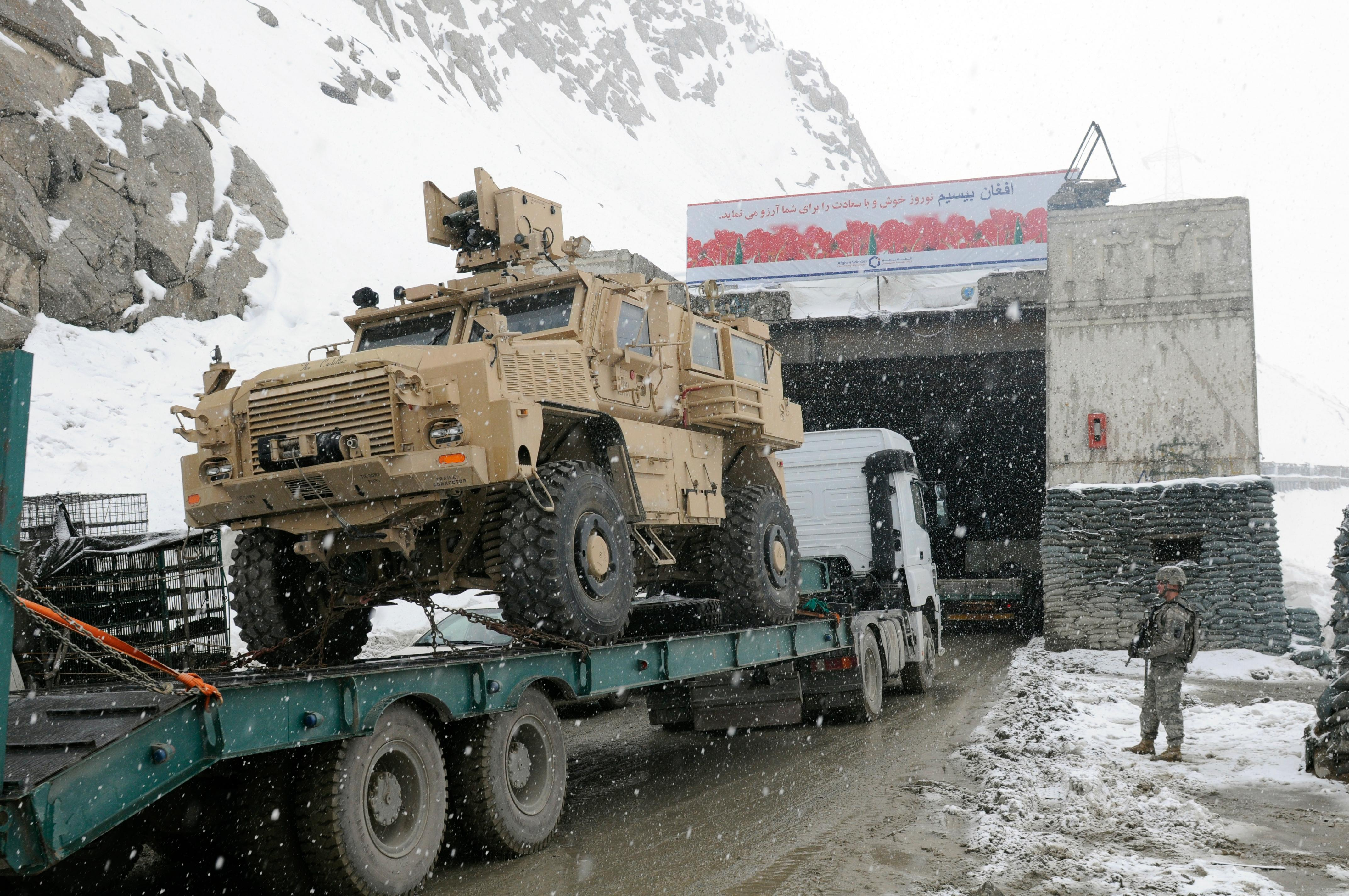
驻阿富汗美军经过萨朗隧道入口

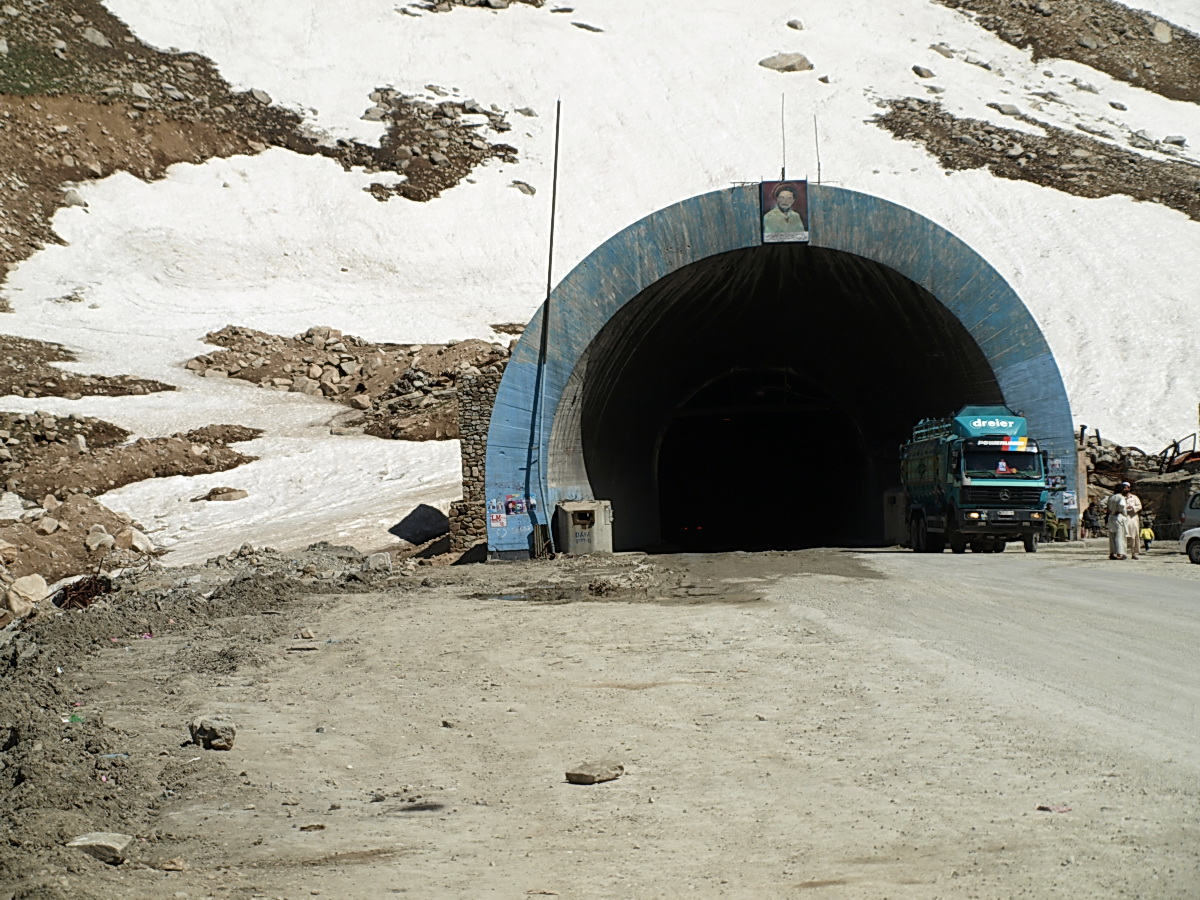
萨朗隧道在巴格兰省一端的入口

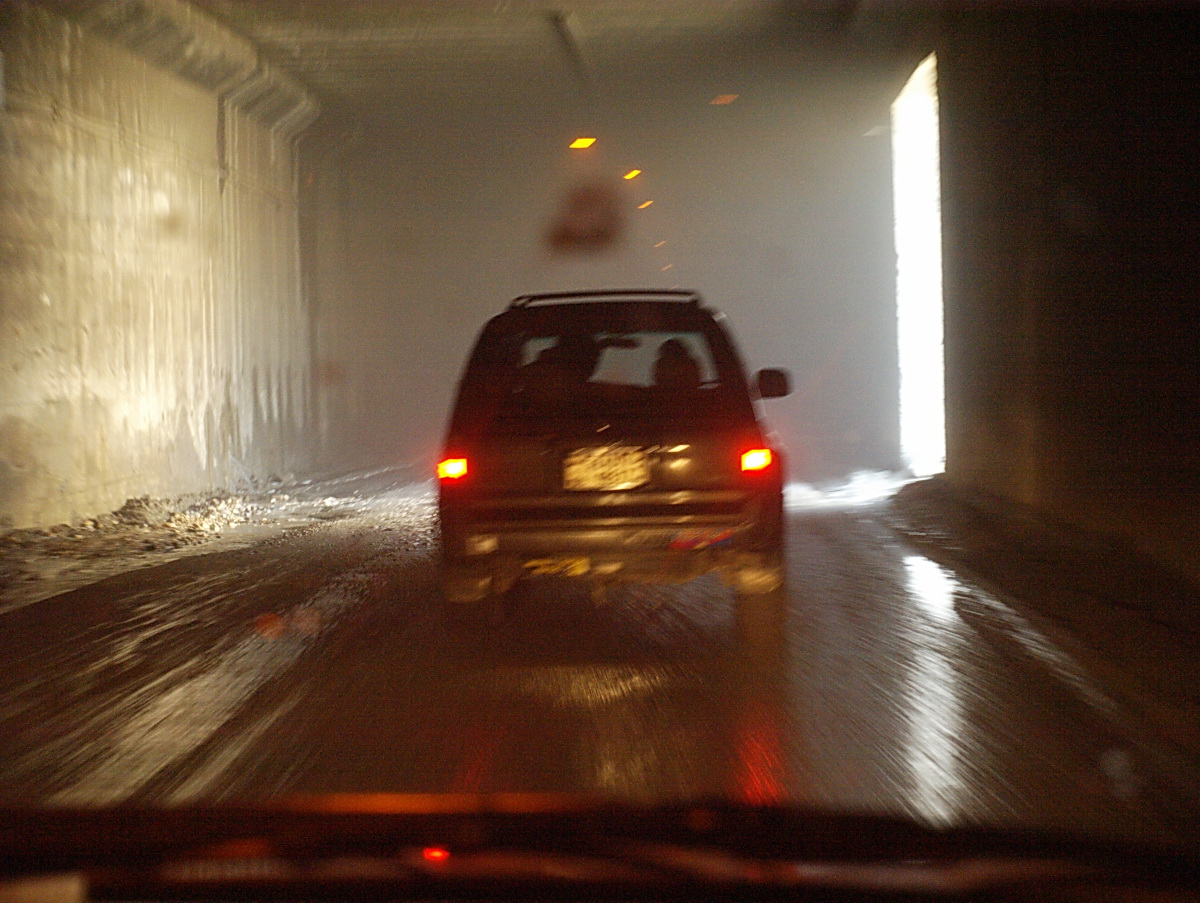
萨朗隧道内部

萨朗隧道（波斯語：‎ Salang Tunnel，普什圖語：د سالنگ تونل Da Sālang Tūnel）是一条长约2.6（1.6英里）的隧道，位于興都庫什山脈的萨朗山口，连接了阿富汗的帕尔旺省和巴格兰省，由前苏联在1960年代援建，在之后多年的战争中经历了多次的破坏和修复，目前萨朗隧道的通行量为七千到一万辆机动车每日。隧道的海拔近3200米，具有重要戰略意義，它連接阿富汗北部與首都喀布爾和該國南部地區。